# Lacco Ameno
Lacco Ameno é uma comuna italiana da região da Campania, província de Nápoles, com cerca de 4.239 habitantes. Estende-se por uma área de 2,7 km², tendo uma densidade populacional de 2120 hab/km². Faz fronteira com Casamicciola Terme, Forio.
É um dos seis municípios que foram a ilha de Ísquia.

## Demografia
| Variação demográfica do município entre 1861 e 2011                               |
|                                                                                   |
| Fonte: Istituto Nazionale di Statistica (ISTAT) - Elaboração gráfica da Wikipedia |